# Mala Peratovica
Mala Peratovica is een plaats in de gemeente Grubišno Polje in de Kroatische provincie Bjelovar-Bilogora. De plaats telt 105 inwoners (2001).